# DAWN 〜冷たい手
『DAWN～冷たい手』（ドーン～つめたいて）はコミックZERO-SUMで2002年6月号から2007年10月号まで連載をしていた漫画。作者は上田信舟。全6巻。

## あらすじ
清陵市に住む高校生・長沢喬は、ある日、学校帰りに事故現場に遭遇。そこで異形のネズミに噛まれてしまう。退院直後、帰宅途中に浮浪者に出会い、追いかけた先で化け物のようになった男に襲われる。そして身体の底から欲望の声が聞こえ、その男を殺してしまう。病院の怪しげな医者によると、それはナイトシフトと呼ばれる生物に感染する未知のウイルスで、長沢もネズミから感染したということだった。長沢は治療と引き替えに、半ば脅迫でナイトシフト狩りを引き受けることになったが…。

## 登場人物
長沢 喬
主人公。清陵市に住むごく普通の高校生。生物部所属で生物係。長身であるが気は優しく、争いごとも好まない。クラスメイトの白井恭子に恋心を寄せているが、奥手であるため告白はしていない（本人以外には認知されている）。
学校帰りにネズミに噛まれたことでナイトシフトに感染。治療のおかげで進行は遅れているが止めることはできず、いずれ死ぬことになる。感染者となったことで身体能力の向上、ナイトシフトを感知する、回復速度の向上、手や骨の変形などの力を得た。ナイトシフトを前にするとスイッチが入り、一種のトランス状態になる。ただし、朝や昼間は支配が弱いので自分で衝動を抑えることもできる。身体にGPSを植え付けられ、さらにスイッチ一つで失神する装置も植え付けられているため、首輪を付けられた状態である。
両親と三人暮らしだったが、突然の海外出張のため現在は一人暮らし。食事はコンビニ弁当やパンなど。子供の頃から両親の仕事が忙しかった為、一人でいることが多かった。周りからはわがままも怒りもしない手間のかからない子供と見られていた。しかし夜遅くに帰ってきた息子を心配して待っていたなど、親からの愛情（家族愛）が薄いわけではない。
皆を救う為、プロトタイプを焼却処理室で押さえ、一緒に焼却されたと思われていたが、プロトタイプの残骸に護られるようにして発見された。5年経った現在では清瀬の携帯に届いた薬と抑制装置の添付ファイルを元に帰国した両親が中心となって治療薬を開発。ウイルスは徐々に体内から駆除されつつある。
白井 恭子
長沢のクラスメイトで想い人。学力面の特待生で保健委員だったが生物係になった。小柄で同じ年の女子と比べても身長は低い。ショートヘアでかわいらしいが、外見に似合わず気が強く、オトコマエなところがある。両親は離婚しており、その時の体験から長身の人間を苦手としている。自分に関する恋愛ごとには疎く、長沢のわかりやすい気持ちにも気づいていない。現在は転勤中の叔母の家で一人暮らしをしている。そのため料理もできる。猫が好きで、猫を飼っていたこともあった。
学校で長沢と共に鍵を探している途中、ナイトシフトに感染した教師に襲われる。長沢がナイトシフトと戦っているのを見たわけではないが、その日の出来事が夢ではないと考え自分なりに探っていた。後夜祭で再びナイトシフトに遭遇。清瀬からナイトシフトのことを聞かされ、長沢に協力するようになる。
清瀬 優一（林 浩一）
長沢の主治医でナイトシフト関連の責任者。国籍は日本だが、純粋な中国人で祖母が中国にいる。
長沢には「先生」と呼ばせている。あからさまにうさんくさい笑みが特徴。時に相手が怯えるほどの冷たい目をし、命令口調になることもある。ほとんどスーツの上から白衣を着用し常に手袋をしている。長沢をからかうのを楽しんでいる。
長沢達の学校に臨時養護教諭兼副担任として赴任してくる。清瀬優一と名乗っているが恐らくは偽名であり本名である林浩一は大学時代に知り合った蛭巻だけが知っていると思われる。
ナイトシフトの製作者でありプロト・ナイトシフトウイルス保有者。従って自身と長沢が保有しているプロト・ナイトシフトウイルスに関しては解析済みである為、制御出来る薬は既に開発をしている。
相模 亨
長沢、白井の一年先輩。ナイトシフト改良型保有者。長沢より頭一つ分身長は低いが、対ナイトシフト感染者を排除する為にキックを使う。長沢のナイトシフトウイルスの改良型を投与し、常人より遥かに力や脚力を得ている。
蛭巻
清瀬の同僚。ナイトシフト改良型保有者。長沢より頭一つ分身長が高く、後ろ髪を縛っている。
清瀬とは大学時代からの知り合いで清瀬の本名を知っている。
蛭巻 冴子
清瀬の同僚。蛭巻の姉。プロト・ナイトシフトウイルス保有者。通称プロトタイプ。上半身以外は人として原型を留めていない。頭部を破壊されても動いており所内に侵入したスタンピードを吸って力を増している。人間時の記憶だけで所内を移動している。

## 用語解説

### ナイトシフトウイルス
元々は体に共生して修復するという医療目的で開発されていたウイルスだが、プロト・ナイトシフトウイルスの失敗により開発は頓挫している。現在は清陵市でのみ発生している。
つねに少しずつ進化をし、改良型を含めると四世代に及ぶ。感染者の遺伝暗号を次々と書き換え、人工の塩基が本来の塩基と書き換えが終了した時点で宿主は死亡。その時間はおよそ72時間。その時点で日没から夜明けまで宿主を励起するナイトシフトとなる。
第一世代
長沢がナイトシフト保有のネズミに噛まれた前後が第一世代である。
これといった特徴は無いが、感染した人間や動物によって強さが変わる。人を襲い数を増やしたいのか殺戮をしているのかが不明な所が多い。
第二世代
青陵祭前後に現れたナイトシフト集団が第二世代である。
数は確実に増えているがその痕跡を減らしている。独自にコロニーを作っており、リーダー格のナイトシフトが他のナイトシフト達を呼び寄せる行動をとる。
第三世代
第一世代の進化系である長沢保有のナイトシフトウイルスを改良したのが第三世代。
戦闘能力、五感の冴えは長沢程ではないが、ウイルスの進行が無く、ウイルスに支配されない特徴を持つ。
第四世代
現在もっとも数を増やしている世代。
第三世代までと違うのは宿主を殺さずに生きたままナイトシフトが支配する。目的は仲間を増やす事と敵対する者を排除するのに何もためらわない。普段は眠っており、宿主の危機に際して励起する。第二世代同様、独自にコロニーを作っており次々と仲間を増やしている。一家族全てがナイトシフトというのも珍しくない。独自に目的を持っており、自分達の未来の為に仲間を増やしているふしがある。

### スタンピード
ナイトシフトウイルス保有者をあぶりだす為に開発された薬。
もっとも第一世代から第四世代までのサンプルが揃っているからこそ開発され、普通の人間にかける、投与しても何も起こらないが、ナイトシフトウイルス保有者の体内に入ればその本性を現す。その際ナイトシフトウイルスは活性化し、理性を失い本能のまま殺戮を繰り返すだけとなる。

## 書籍情報
- 上田信舟作『DAWN 〜冷たい手』一迅社<IDコミックス ZERO-SUMコミックス> 全6巻
  1. 2003年2月25日発売、ISBN 978-4758050203
  2. 2004年8月25日発売、ISBN 978-4758050920
  3. 2005年6月25日発売、ISBN 978-4758051569
  4. 2006年9月25日発売、ISBN 978-4758052474
  5. 2007年3月24日発売、ISBN 978-4758052788
  6. 2007年11月24日発売、ISBN 978-4758053198